# 台湾安息香
台湾安息香（学名：Styrax formosanus）为安息香科安息香属下的一个种。其种加词“formosanus”意为“台湾的”。

## 亚种和变种
- Styrax formosanus subsp. formosanus
- Styrax formosanus var. hirtus S.M.Hwang